# Mike Foster (homme politique, 1963)
Michael John Foster (né le 14 mars 1963) est un homme politique du parti travailliste du Royaume-Uni, qui est député de Worcester de 1997 à 2010 et sous-secrétaire d'État parlementaire au ministère de l'International Développement.

## Jeunesse
Michael Foster est né à Birmingham et fait ses études au Great Wyrley High School à Great Wyrley près de Cannock et à Wolverhampton Polytechnic où il obtient un baccalauréat ès arts en économie en 1984. Il étudie ensuite à l'Université de Wolverhampton où il reçoit un certificat d'études supérieures en éducation en 1995.
Il rejoint Jaguar Cars en 1984 en tant qu'analyste financier, devenant analyste principal en 1985 et comptable en management en 1987. Il quitte Jaguar en 1991 pour devenir maître de conférences en comptabilité et en finance au Worcester College of Technology, où il reste jusqu'à ce qu'il devienne député.

## Carrière parlementaire
Il rejoint le Parti travailliste en 1980 et est délégué syndical pour le Syndicat des travailleurs des transports pendant deux ans à partir de 1986. Il est secrétaire du Worcestershire Mid Constituency Labour Party en 1987 et secrétaire du Worcester Constituency Labour Party pendant trois ans à partir de 1992. Michael Foster est élu à la Chambre des communes lors de l'élection générale de 1997 pour Worcester avec une majorité de 7425 voix, et y reste député jusqu'en 2010. Il prononce son premier discours le 2 juin 1997, où il parle de la circonscription et de la porcelaine Royal Worcester.
Il rejoint le comité restreint de l'éducation et de l'emploi en 1999 et, après les élections générales de 2001, il est Secrétaire parlementaire privé (PPS) du ministre d'État du ministère de l'Éducation et des Compétences Margaret Hodge. Après les élections générales de 2005, il est le PPS du secrétaire d'État pour l'Irlande du Nord Peter Hain. Lors du remaniement de mai 2006, il entre au gouvernement en tant que whip adjoint. Lors d'un autre remaniement en octobre 2008, il est promu sous-secrétaire d'État parlementaire au ministère du Développement international.
Foster présente un projet de loi d'initiative parlementaire pour interdire la chasse avec des chiens en 1997; bien que son projet de loi ne soit pas devenu loi, ses principes ont ensuite été adoptés par le Hunting Act 2004.
Foster perd son siège au profit de Robin Walker (conservateur) lors des élections de mai 2010.